# Enneapogon robustissimus
Enneapogon robustissimus är en gräsart som först beskrevs av Karel Domin, och fick sitt nu gällande namn av Nancy Tyson Burbidge. Enneapogon robustissimus ingår i släktet Enneapogon och familjen gräs. Inga underarter finns listade i Catalogue of Life.